# USS Albacore (SS-218)
USS Albacore (SS-218) là một tàu ngầm lớp Gato từng phục vụ cùng Hải quân Hoa Kỳ trong Chiến tranh Thế giới thứ hai. Nó là chiếc tàu chiến thứ hai của Hải quân Hoa Kỳ được đặt cái tên này, theo tên albacore, một loài trong họ Cá thu ngừ. Nó đã phục vụ trong suốt Thế chiến II, thực hiện tổng cộng mười một chuyến tuần tra, đánh chìm mười tàu Nhật Bản bao gồm một tàu sân bay, một tàu tuần dương hạng nhẹ và hai tàu khu trục với tổng tải trọng 49.861 tấn. Con tàu cuối cùng bị đắm do trúng thủy lôi ngoài khơi Hokkaidō vào cuối năm 1944. Albacore được tặng thưởng danh hiệu Đơn vị Tuyên dương Tổng thống cùng chín Ngôi sao Chiến trận do thành tích phục vụ trong Thế Chiến II.

## Thiết kế và chế tạo
Lớp tàu ngầm Gato được thiết kế cho mục đích một tàu ngầm hạm đội nhằm có tốc độ trên mặt nước cao, tầm hoạt động xa và vũ khí mạnh để tháp tùng hạm đội chiến trận. Con tàu dài 311 ft 9 in (95,02 m) và có trọng lượng choán nước 1.525 tấn Anh (1.549 t) khi nổi và 2.424 tấn Anh (2.463 t) khi lặn. Chúng trang bị động cơ diesel dẫn động máy phát điện để cung cấp điện năng cho bốn động cơ điện, đạt được công suất 5.400 shp (4.000 kW) khi nổi và 2.740 shp (2.040 kW) khi lặn, cho phép đạt tốc độ tối đa 21 hải lý trên giờ (39 km/h) và 9 hải lý trên giờ (17 km/h) tương ứng. Tầm xa hoạt động là 11.000 hải lý (20.000 km) khi đi trên mặt nước ở tốc độ 10 hải lý trên giờ (19 km/h) và có thể hoạt động kéo dài đến 75 ngày và lặn được sâu tối đa 300 ft (90 m).
Lớp tàu ngầm Gato được trang bị mười ống phóng ngư lôi 21 in (530 mm), gồm sáu ống trước mũi và bốn ống phía phía đuôi tàu, chúng mang theo tối đa 24 quả ngư lôi. Vũ khí trên boong tàu gồm một hải pháo 3 inch/50 caliber, và thường được tăng cường một khẩu pháo phòng không Bofors 40 mm nòng đơn và một khẩu đội Oerlikon 20 mm nòng đôi, kèm theo súng máy .50 caliber và .30 caliber. Tiện nghi cho thủy thủ đoàn bao gồm điều hòa không khí, thực phẩm trữ lạnh, máy lọc nước, máy giặt và giường ngủ cho hầu hết mọi người, giúp họ chịu đựng cái nóng nhiệt đới tại Thái Bình Dương cùng những chuyến tuần tra kéo dài đến hai tháng rưỡi.
Albacore được đặt lườn tại xưởng tàu của hãng Electric Boat Company ở Groton, Connecticut vào ngày 21 tháng 4, 1941. Nó được hạ thủy vào ngày 17 tháng 2, 1942, được đỡ đầu bởi bà Elwin F. Cutts, phu nhân Đại tá Hải quân Elwin F. Cutts, và được cho nhập biên chế cùng Hải quân Hoa Kỳ vào ngày 1 tháng 6, 1942 dưới quyền chỉ huy của Hạm trưởng, Thiếu tá Hải quân Richard Cross Lake.

## Lịch sử hoạt động

### 1942

#### Chuyến tuần tra thứ nhất
Sau khi hoàn tất việc chạy thử máy huấn luyện tại vùng biển ngoài khơi New London, Connecticut, Albacore chuẩn bị để được điều động sang khu vực Mặt trận Thái Bình Dương. Nó lên đường để đi sang Trân Châu Cảng ngang qua kênh đào Panama, và xuất phát từ cảng này cho chuyến tuần tra đầu tiên vào ngày 28 tháng 8, 1942, đi đến vùng biển phía Bắc và Đông Bắc Truk. Vào ngày 13 tháng 9, nó phát hiện hai tàu buôn đang di chuyển theo hàng dọc và đã phóng ngư lôi tấn công, gây hư hại cho chiếc thứ nhất nhưng trượt mất chiếc thứ hai.
Đến ngày 1 tháng 10, Albacore tấn công ban đêm vào một tàu chở dầu, phóng 7 quả ngư lôi và trúng đích hai quả nhưng không đủ để đánh chìm đối phương. Sang ngày 9 tháng 10, nó bắt gặp một tàu sân bay lớp Shōkaku được một tàu tuần dương hạng nặng và một tàu khu trục hộ tống để bảo vệ, nhưng bị đối phương tấn công bằng mìn sâu nên phải bỏ dỡ. Một ngày sau đó nó tiếp tục tấn công một tàu chở hàng, ghi được một ngư lôi trúng đích và nghe được hai vụ nổ lớn 12 phút sau đó, nên tin rằng đã đánh chìm đối thủ. Vào sáng ngày 11 tháng 10, nó bị một máy bay và hai tàu săn ngầm truy đuổi, và sau đó thêm một tàu trang bị máy dò âm. Bị truy lùng trong hơn bảy giờ và chịu đựng nhiều lượt tấn công bằng mìn sâu, cuối cùng nó cũng thoát được, trồi lên mặt nước rồi lên đường vào ngày hôm sau để quay trở về Midway, đến nơi vào ngày 20 tháng 10, nơi con tàu được tái trang bị. Nó không được công nhận chiến công nào trong chuyến tuần tra này.

#### Chuyến tuần tra thứ hai

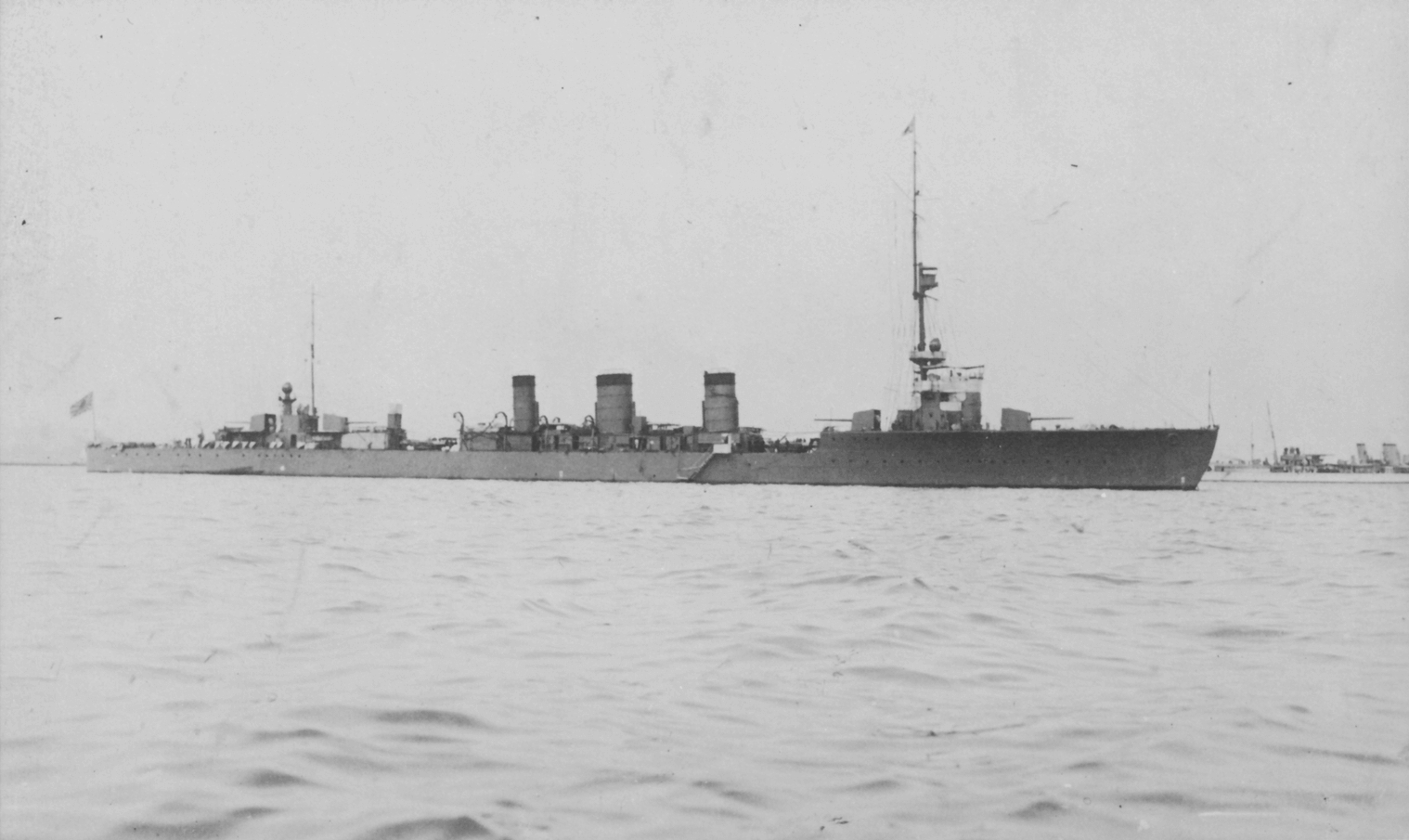
Tàu tuần dương Tenryu tại Yokosuka, năm 1925.

Được bổ sung một pháo phòng không Oerlikon 20 mm, Albacore lên đường vào ngày 11 tháng 11 cho chuyến tuần tra thứ hai tại khu vực eo biển St. George giữa các đảo New Ireland và New Britain, dọc bờ biển New Guinea cho đến eo biển Vitiaz, và tại eo biển Dallman ngoài khơi Madang. Nó phát hiện một đoàn hai tàu buôn vào ngày 24 tháng 11, phóng ngư lôi tấn công nhưng bị trượt. Hai ngày sau nó bị hai tàu khu trục Nhật Bản tấn công trong suốt hai giờ, gây những hư hại nhẹ trên lườn tàu chịu áp lực. Nó lại bắt gặp ba tàu khu trục đối phương vào ngày 13 tháng 12, nhưng tiếp tục tấn công không trúng đích. Năm ngày sau đó ngoài khơi Madang, nó phát hiện những mục tiêu được cho là một tàu vận tải lớn và một tàu khu trục, phóng ngư lôi trúng đích mục tiêu lớn hơn khiến nó bốc cháy và đắm. Thực ra chiếc tàu ngầm đã đánh chìm tàu tuần dương hạng nhẹ Tenryū, là chiếc tàu tuần dương Nhật Bản thứ hai bị tàu ngầm Hoa Kỳ đánh chìm trong Thế Chiến II. Albacore quay trở về căn cứ Brisbane, Australia vào ngày 30 tháng 12.

### 1943

#### Chuyến tuần tra thứ ba

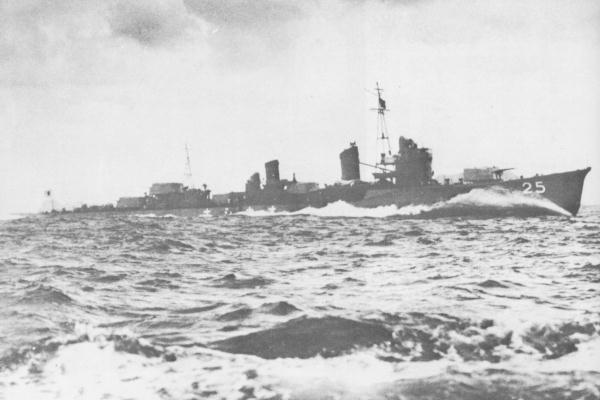
Tàu khu trục Nhật Bản Ōshio.

Sau khi được sửa chữa và đại tu động cơ, Albacore bắt đầu chuyến tuần tra thứ ba từ ngày 20 tháng 1, 1943. Nó bắt gặp một tàu khu trục và một tàu frigate đang hộ tống một tàu rải mìn vào ngày 20 tháng 2 dọc bờ biển phía Bắc New Guinea, phóng mười quả ngư lôi và cho là đã đánh chìm tàu khu trục Oshio và gây hư hại cho chiếc tàu frigate. Cùng khu vực trên trong những ngày tiếp theo, nó tấn công một tàu chở dầu, nhiều tàu buôn và một một tàu khu trục khác, tiêu phí tám quả ngư lôi nhưng không trúng mục tiêu nào. Khi kết thúc chuyến tuần tra tại Brisbane vào ngày 11 tháng 3, nó được công nhận đã đánh chìm một tàu khu trục và một tàu frigate với tổng tải trọng 2.250 tấn.

#### Chuyến tuần tra thứ tư, thứ năm và thứ sáu
Sau khi vào ụ tàu để sửa chữa và trải qua một đợt huấn luyện ôn tập ngắn, Albacore thực hiện chuyến tuần tra thứ tư từ ngày 6 tháng 4 đến ngày 26 tháng 5, hoạt động tại khu vực ngoại vi các quần đảo Solomon và Bismarck. Cho dù đã phát hiện nhiều đoàn tàu, nó không đánh trúng đích mục tiêu nào trước khi quay trở về Brisbane để tái trang bị.
Trong chuyến tuần tra thứ năm từ ngày 16 tháng 6, Albacore tiếp tục tuần tra tại vùng biển Solomon và Bismarck, phát hiện ba đoàn tàu vận tải và tấn công hai trong số chúng, gây hư hại cho một tàu vận tải nhưng không thể đánh chìm đối thủ vào ngày 19 tháng 7. Nó quay trở về Brisbane để được bảo trì cặp bên mạn tàu tiếp liệu tàu ngầm Fulton (AS-11).
Quay trở lại khu vực trên vào ngày 23 tháng 8 cho chuyến tuần tra thứ sáu, nó phát hiện một tàu ngầm Nhật Bản vào ngày 31 tháng 8, nhưng không thể tiếp cận để tấn công. Đến ngày 4 tháng 9, nó bắt gặp hai tàu buôn được hai tàu hộ tống bảo vệ và đã đánh chìm được chiếc pháo hạm phụ trợ Heijo Maru. Chiếc tàu ngầm tiếp tục truy đuổi các tàu còn lại của đoàn tàu trong hai ngày tiếp theo nhưng chỉ có thể gây hư hại cho đối phương. Nó từ bỏ cuộc săn đuổi và quay trở về Brisbane vào ngày 26 tháng 9.

#### Chuyến tuần tra thứ bảy
Bắt đầu chuyến tuần tra thứ bảy từ ngày 12 tháng 10, Albacore phóng sáu quả ngư lôi nhắm vào một tàu buôn lớn vào ngày 25 tháng 10 nhưng không trúng quả nào. Đến ngày 6 tháng 11, nó bắt đầu truy tìm một đoàn tàu vận tải lớn bị tàu ngầm chị em Steelhead (SS-280) trông thấy, phát hiện mục tiêu hai ngày sau đó và bắt đầu tấn công. Tuy nhiên một máy bay thuộc Không lực 5 Không lực Hoa Kỳ lại tấn công nhầm vào nó, khiến nó mất dấu mục tiêu nhưng may mắn không bị hư hại. Nó tiếp tục bị một máy bay Không lực ném bom nhầm vào ngày 10 tháng 11, bị hư hại đáng kể và chìm xuống đến độ sâu 450 ft (140 m), rồi trong suốt hai giờ rưỡi tiếp theo đã trồi sụt trong khoảng độ sâu 30 đến 400 ft (10 đến 120 m), cho đến khi kiểm soát lại được con tàu và đưa nó trở lên mặt nước.
Chiếc tàu ngầm tiếp tục chuyến tuần tra đồng thời tiến hành những sửa chữa cần thiết trên đường đi. Nó được lệnh tìm để kết liễu tàu tuần dương hạng nhẹ Agano, vốn đã hư hại sau khi bị tàu ngầm chị em Scamp (SS-277) phóng ngư lôi đánh trúng. Nó tìm thấy Agano vào ngày 12 tháng 11 và tìm các tiếp cận để tấn công, nhưng bị các tàu khu trục Nhật tháp tùng thả mìn sâu ngăn chặn trong suốt bốn giờ. Đến ngày 25 tháng 11, nó đánh chìm chiếc tàu vận tải Lục quân Kenzan Maru, rồi quay trở về Brisbane vào ngày 5 tháng 12.

### 1944

#### Chuyến tuần tra thứ tám

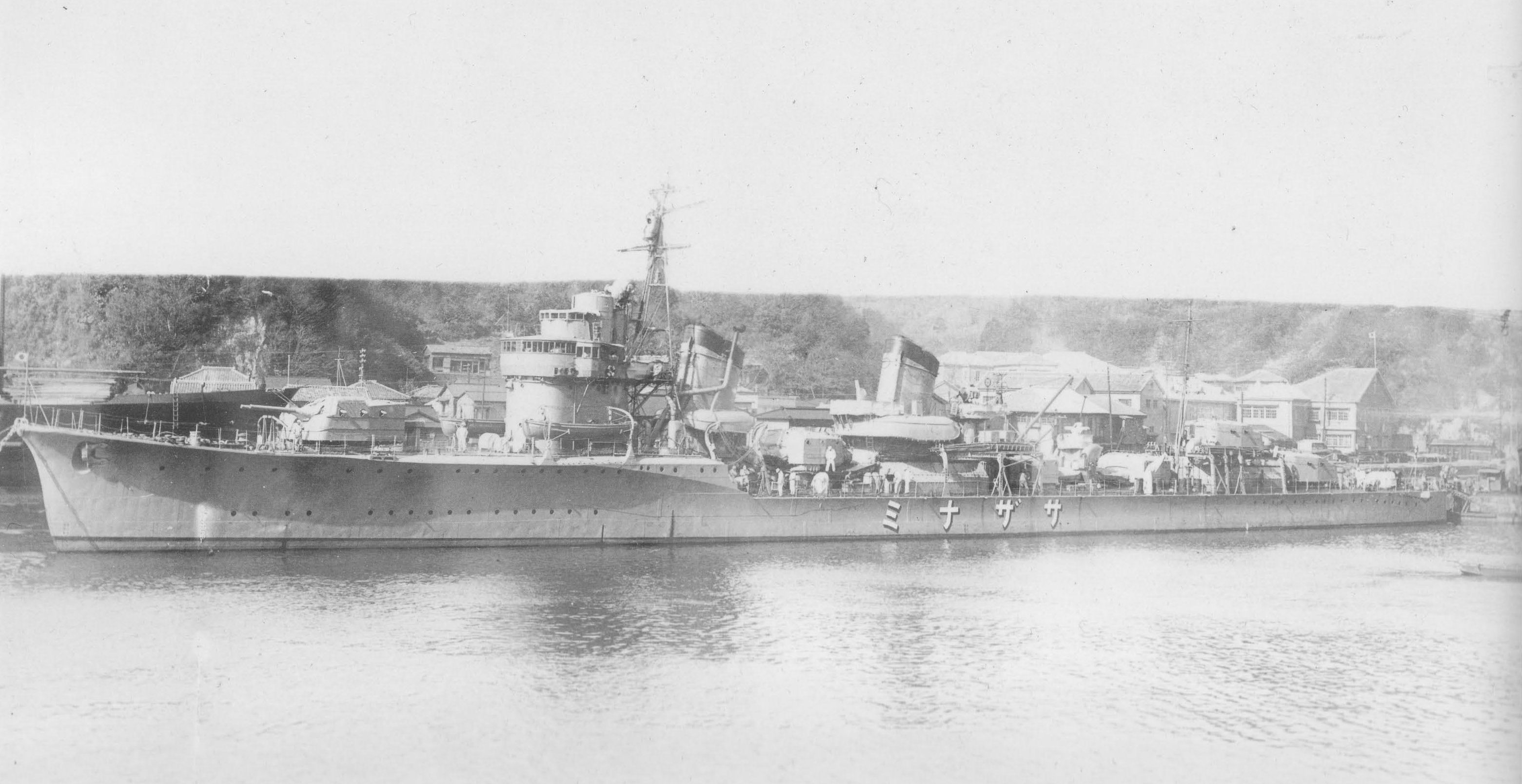
Tàu khu trục Nhật Bản Sazanami, tháng 4 năm 1940.

Rời vùng biển Australia vào ngày 26 tháng 12 cho chuyến tuần tra thứ tám, Albacore tuần tra tại khu vực phía Bắc quần đảo Bismarck, và vào ngày 12 tháng 1, 1944 đã đánh chìm chiếc Choko Maru với hai lượt phóng ngư lôi. Hai ngày sau đó, nó phối hợp với các tàu ngầm chị em Scamp (SS-277) và Guardfish (SS-217) trong việc tiêu diệt tàu khu trục Sazanami khi phóng bốn quả ngư lôi từ bốn ống phóng phía đuôi tàu. Một tàu khu trục đối phương đã phát hiện Albacore và thả 59 quả mìn sâu nhắm vào nó, nhưng lại khiến cho Scamp và Guardfish không bị theo dõi, và được rảnh tay để đuổi theo ba tàu chở dầu, mỗi chiếc đánh chìm được một mục tiêu. Sau khi tiếp tục tuần tra mà không phát hiện thêm mục tiêu nào, Albacore lên đường quay trở về, được tiếp nhiên liệu tại Tulagi và Midway trước khi về đến Trân Châu Cảng vào ngày 22 tháng 2. Chiếc tàu ngầm được sửa chữa trong ba ngày trước khi lên đường đi về vùng bờ Tây, đi đến Xưởng hải quân Mare Island tại Vallejo, California để được đại tu.

#### Chuyến tuần tra thứ chín

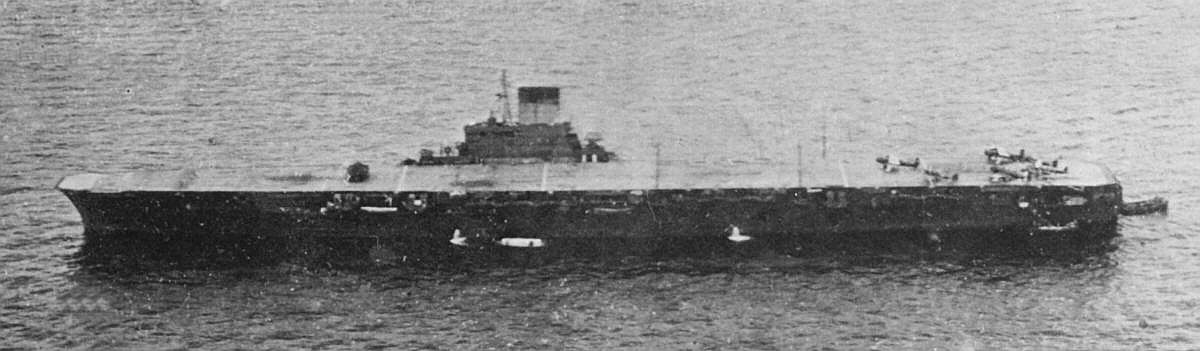
Tàu sân bay Taihō.

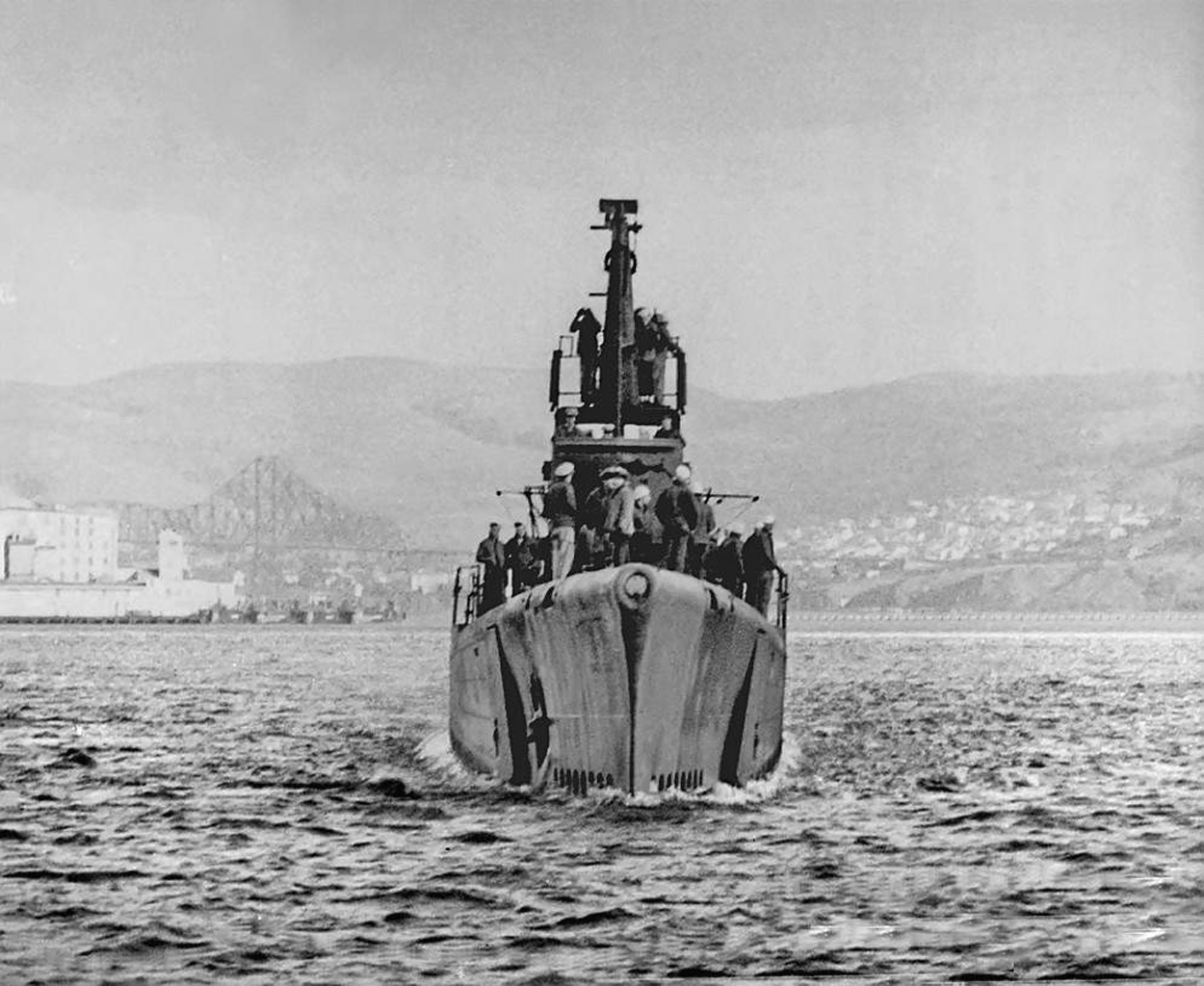
Albacore ngoài khơi Mare Island vào ngày 28 tháng 4, 1944, vừa hoàn tất đợt đại tu kéo dài hai tháng sau khi thực hiện tám chuyến tuần tra.

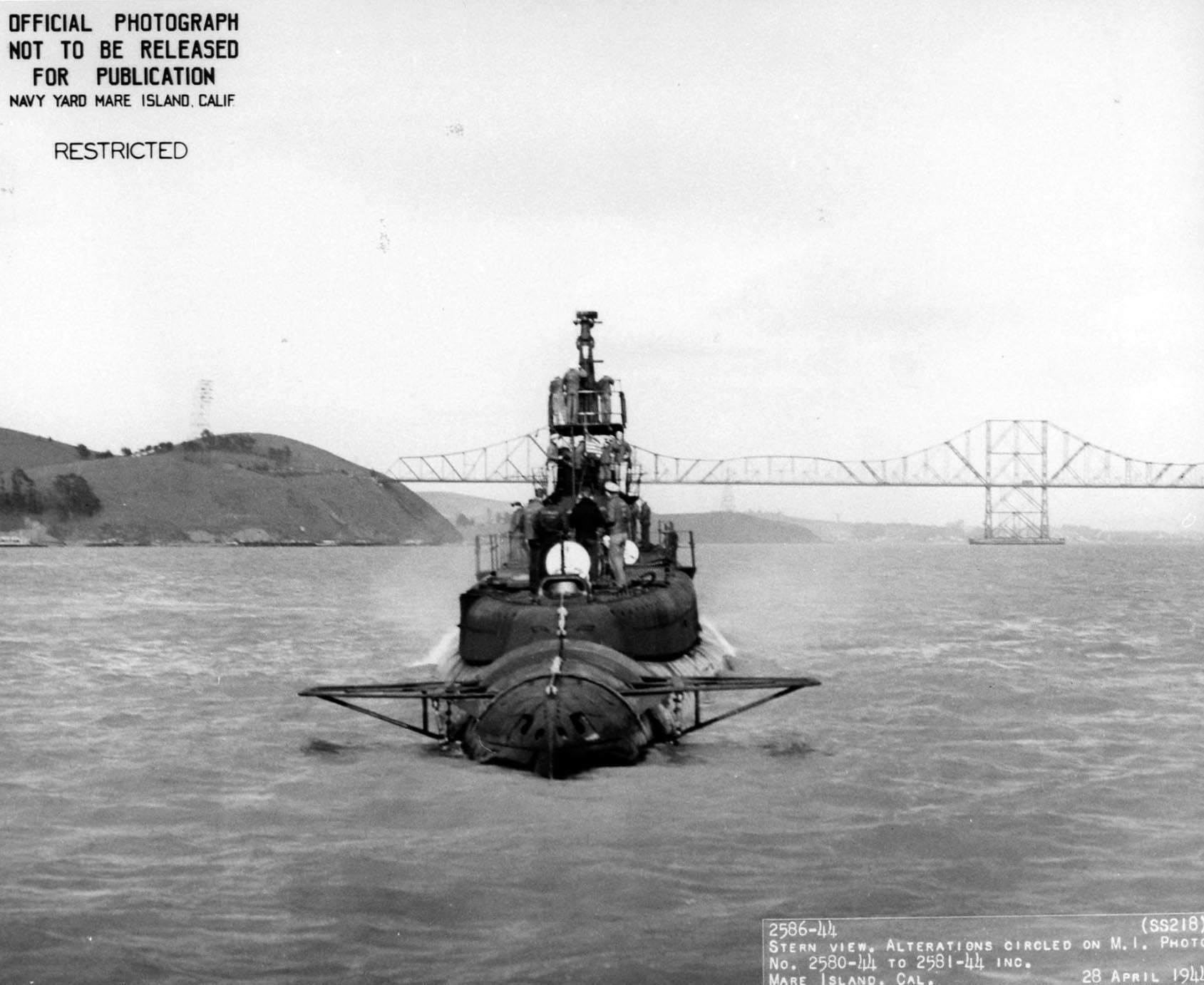
Albacore ngoài khơi Mare Island vào ngày 28 tháng 4, 1944.

Rời Xưởng hải quân Mare Island vào ngày 5 tháng 5, Albacore thực hành huấn luyện phối hợp cùng tàu ngầm Shad (SS-235) trên đường đi hướng sang quần đảo Hawaii, và đi đến Trân Châu Cảng vào ngày 13 tháng 5. Trong hai tuần lễ tiếp theo con tàu tiếp tục được huấn luyện và sửa chữa trước khi bắt đầu chuyến tuần tra thứ chín từ ngày 29 tháng 5 tại vùng biển phía Tây quần đảo Mariana và chung quanh quần đảo Palau. Trong những ngày tiếp theo nó chỉ bắt gặp một đoàn tàu vận tải Nhật Bản vào ngày 11 tháng 6, nhưng không thể đi vào vị trí tấn công vì bị máy bay tuần tra đôi phương ngăn chặn.

#### Đánh chìmTaihō
Vào sáng ngày 18 tháng 6, hai ngày trước khi lực lượng Hoa Kỳ đổ bộ lên Saipan, Phó đô đốc Charles Andrews Lockwood, Tư lệnh Lực lượng Tàu ngầm Thái Bình Dương, ra lệnh cho Albacore chuyển đến một vị trí xa hơn 100 dặm (160 km) về phía Nam, với hy vọng đánh chặn được một lực lượng đặc nhiệm Nhật Bản dưới quyền Phó đô đốc Jisaburo Ozawa, được cho là đang từ Tawi-Tawi hướng sang Saipan. Lúc khoảng 08 giờ 00 sáng ngày hôm sau, Albacore trồi lên độ sâu kính tiềm vọng để quan sát, và nhận ra đang ở giữa đội hình lực lượng tàu sân bay đối phương. Nó để cho một tàu sân bay băng ngang qua và lựa chọn mục tiêu thứ hai, phóng một loạt sáu quả ngư lôi phía mũi từ khoảng cách 5.300 thước Anh (4.800 m). Vào lúc này chiếc tàu sân bay đang tung ra một đợt không kích, và một trong các phi công vừa được phóng lên, Sakio Komatsu, phát hiện các quả ngư lôi nên cố ý đâm máy bay của mình xuống một quả ngư lôi để cứu con tàu. Ba tàu khu trục đối phương lập tức chuyển hướng để tấn công Albacore, và trong lúc lặn sâu để né tránh nó ghi nhận một tiếng nổ của ngư lôi, rồi ngay sau đó phải chịu đựng 25 quả mìn sâu được thả xuống. Nó tiếp tục nghe được một vụ nổ lớn từ hướng mục tiêu.
Một trong các quả ngư lôi của Albacore đã đánh trúng soái hạm của đô đốc Ozawa, tàu sân bay Taihō tải trọng 31.000 tấn, là tàu sân bay mới nhất và lớn nhất của hạm đội Nhật Bản. Vụ nổ đã gây kẹt thang nâng máy bay phía trước; tuy nhiên hỏa hoạn đã không xảy ra. Quả ngư lôi đánh trúng không gây nhiều hư hại, nên thoạt tiên không gây bận tâm nhiều cho mọi người trên Taihō, và đô đốc Ozawa vẫn tự tin tiếp tục tung ra các đợt không kích thứ ba và thứ tư lúc 11 giờ 30 phút. Tuy nhiên một sĩ quan ít kinh nghiệm phụ trách kiểm soát hư hỏng trên Taihō đã ra lệnh mở các quạt thông gió để phân tán hơi xăng dầu, nhưng lại vô tình làm lan tràn hơi xăng khắp con tàu, khiến Taihō trở thành một quả bom nổ chậm.
Đến 15 giờ 30 phút, Taihō bị chấn động mạnh bởi một vụ nổ lớn. Một sĩ quan tham mưu cao cấp trên cầu tàu chứng kiến sàn đáp bị uốn cong lên, và các mảng lườn tàu bị thổi tung ra; Taihō bị tách ra khỏi đội hình và bắt đầu chìm. Đô đốc Ozawa muốn ở lại cùng con tàu đắm, nhưng các sĩ quan tham mưu đã thuyết phục ông nên chuyển sang tàu khác để tiếp tục chỉ huy. Mang theo bức ảnh của Nhật hoàng Hirohito, Ozawa được một tàu khu trục đưa sang tàu tuần dương hạng nặng Haguro. Sau khi ông rời tàu, Taihō vỡ ra sau một vụ nổ thứ hai dữ dội hơn và đắm với phần đuôi chìm trước,mang theo sĩ quan và thủy thủ.
Không ai trên Albacore tin rằng Taihō đã bị đánh chìm, và hạm trưởng của nó nổi giận vì một cơ hội vàng đã bị lỡ mất. Sau hoạt động này, chiếc tàu ngầm làm nhiệm vụ tìm kiếm và giải cứu phục vụ các chiến dịch không kích xuống Yap và Ulithi. Đến ngày 2 tháng 7, nó chuyển sang tuần tra trên tuyến hàng hải giữa Yap và quần đảo Palau, nơi nó đánh chìm chiếc tàu hơi nước nhỏ Taimei Maru bằng hải pháo và cứu vớt năm người sống sót.
Albacore đi đến Majuro vào ngày 15 tháng 7. Nó được biểu dương vì thực hiện chuyến tuần tra tích cực, và được ghi nhận đã gây hư hại cho một  tàu sân bay lớp Shōkaku. Tình báo Hoa Kỳ bị mất dấu vết của Taihō sau Trận chiến biển Philippine, và cho dù có nhiều phân vân, họ vẫn không nghĩ là nó đã bị mất. Mãi nhiều tháng sau đó, lời khai nhận của một tù binh Nhật Bản mới tiết lộ việc chiếc tàu sân bay hạm đội mới tinh của Nhật Bản đã bị đánh chìm.

#### Chuyến tuần tra thứ mười
Sau khi được tái trang bị cặp bên mạn tàu tiếp liệu khu trục Bushnell (AS-15), Albacore lên đường vào ngày 8 tháng 8 cho chuyến tuần tra thứ mười tại khu vực các eo biển Bungo và Kii. Nó được ghi nhận đã đánh chìm tàu chở hàng Shingetau Maru (880 tấn) vào ngày 5 tháng 9 và Tàu săn ngầm số 165 (170 tấn) vào ngày 11 tháng 9, rồi kết thúc chuyến tuần tra khi quay trở về Trân Châu Cảng vào ngày 25 tháng 9.

#### Chuyến tuần tra cuối cùng và bị mất
Albacore rời Trân Châu Cảng vào ngày 24 tháng 10, được tiếp thêm nhiên liệu tại Midway vào ngày 28 tháng 10, rồi bị mất tích từ lúc đó. Căn cứ theo tài liệu thu được từ Hải quân Đế quốc Nhật Bản sau chiến tranh, một tàu ngầm đang di chuyển ngầm, có thể là Albacore, đã trúng một quả thủy lôi gần sát bờ biển Đông Bắc đảo Hokkaidō vào ngày 7 tháng 11, 1944, tại tọa độ 41°49′B 141°11′Đ / 41,817°B 141,183°Đ. Một tàu tuần tra Nhật Bản đã chứng kiến vụ nổ, và sau đó tìm thấy một lượng lớn dầu mazut và mảnh vụn các loại trồi lên mặt biển. Đến ngày 21 tháng 12, Albacore được cho là đã bị mất với tổn thất nhân mạng toàn bộ, và tên nó được cho rút khỏi danh sách Đăng bạ Hải quân vào ngày 30 tháng 3, 1945.

## Phần thưởng
Albacore được tặng thưởng danh hiệu Đơn vị Tuyên dương Tổng thống cùng chín Ngôi sao Chiến trận do thành tích phục vụ trong Thế Chiến II. Nó được ghi công đã đánh chìm mười tàu Nhật Bản với tổng tải trọng 49.861 tấn.
|  |                                                                     |  |
|  | Silver star · Bronze star · Bronze star · Bronze star · Bronze star |  |

| Dãi băng Hoạt động Tác chiến  | Dãi băng Hoạt động Tác chiến                                            | Đơn vị Tuyên Dương Tổng thống                                           | Đơn vị Tuyên Dương Tổng thống        |
| Huân chương Chiến dịch Hoa Kỳ | Huân chương Chiến dịch Châu Á-Thái Bình Dương với 9 Ngôi sao Chiến trận | Huân chương Chiến dịch Châu Á-Thái Bình Dương với 9 Ngôi sao Chiến trận | Huân chương Chiến thắng Thế Chiến II |